# Фотографія під арештом

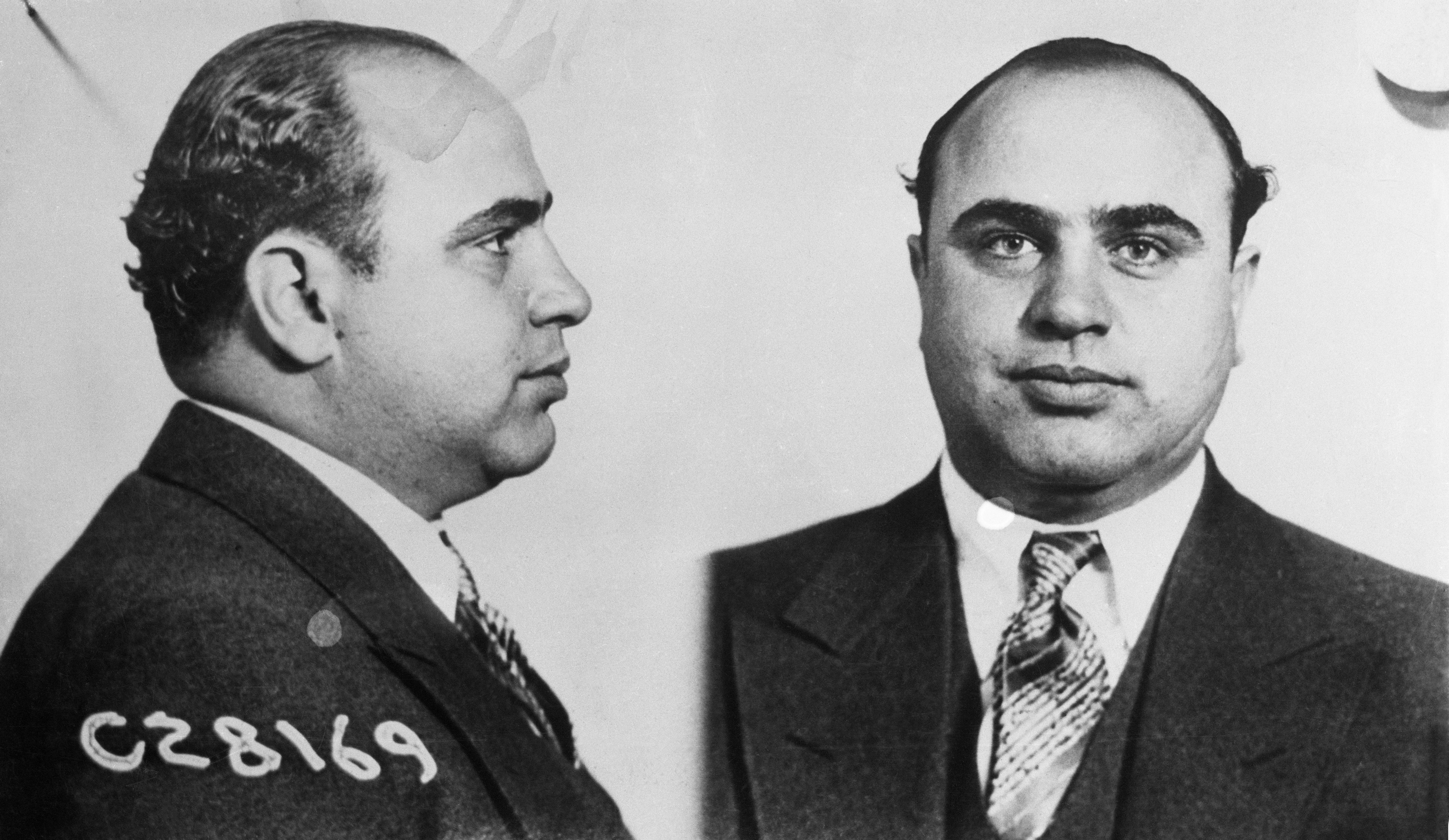
Фотографія під арештом Аль Капоне.

Фотографія під арештом (англ. mug shot, українською іноді передається транскрипцією — магшот. Також застаріла назва — «бертільонівське фото») — фотографічний портрет злочинця, який робиться після арешту. "Mug" серед іншого означає мармизу, дієслово "mug" означає грабувати у публічному місці. Мета такої фотографії — дозволити правоохоронним органам мати фотографічне зображення арештованого, щоб забезпечити його ідентифікацію жертвами і слідчими. Більшість фотографій під арештом має дві частини: перша — в профіль, друга — анфас. Вони можуть бути укладені в спеціальну книгу, для того щоб визначити особистість злочинця. При гучних справах фотографії під арештом можуть бути також опубліковані в засобах масової інформації.
Практика робити подібні фотографії вперше з'явилася в Бельгії на рубежі 1843-1844 років, у Великій Британії стала відомою в Ліверпулі і Бірмінгемі з 1848 року. З 1870-х років фотографії під арештом поширилися і в інших країнах, зокрема у Франції, США та Російській імперії.